# Amari (cognome)
Amari è un cognome di lingua italiana.

## Varianti
Il cognome non presenta varianti.

## Origine e diffusione
Il cognome è tipicamente siciliano.
Potrebbe derivare dal prenome Adimaro, risultando quindi variante del cognome Adimari, o dal dialettale amaru, "amaro".

## Persone
- Gabriele Amari (1807-1858) – patriota italiano
- Giuseppe Amari (1916-2004) – vescovo cattolico italiano
- Michele Amari (1806-1889) – arabista, uomo politico e storico italiano